# Eutrochium fistulosum
Eutrochium fistulosum là một loài thực vật có hoa trong họ Cúc. Loài này được (Barratt) E.E.Lamont mô tả khoa học đầu tiên năm 2004.